# Гоноцит
Гоноци́т (лат. gonocytus; гоно- + гист. cytus клетка) или первичная половая клетка — эмбриональная клетка, из которой впоследствии могут образоваться сперматозоиды или яйцеклетки. Также гоноцитом могут называться любые клетки, участвующие в процессе гаметогенеза, и сами гаметы.

## Формирование первичных половых клеток у различных групп животных
Все современные многоклеточные в ходе своего развития рано или поздно разделяются на генеративную часть (половые клетки) и соматическую часть, из которой развиваются все остальные органы. Другими словами, первичные половые клетки обособляются от всех прочих — соматических клеток. У разных групп организмов это происходит по-разному.
У позвоночных, членистоногих и круглых червей единственным источником половых клеток являются первичные половые клетки. У губок и кишечнополостных половые клетки в течение всей жизни образуются из стволовых клеток.

### Губкиикишечнополостные
- У губок образование гоноцитов происходит не только из стволовых клеток (археоцитов), но и из жгутиковых клеток — хоаноцитов.
- У кишечнополостных половые клетки в течение всей жизни образуются только из стволовых клеток — интерстициальных клеток.

### Членистоногие,круглые черви,щетинкочелюстные
- У двукрылых насекомых ещё до начала дробления яйцеклетки в цитоплазме её заднего полюса находятся особые базофильные гранулы, состоящие из РНК и белка. Половые клетки обособляются впоследствии именно из этого участка цитоплазмы, независимо от того, какое именно клеточное ядро попадет в этот участок при дроблении. У дрозофилы окончательное обособление половых клеток от соматических происходит на 13-м делении дробления.
- В яйцеклетке веслоногого рака циклопа также присутствуют базофильные гранулы (эктосомы), которые по ходу делений дробления всегда попадают лишь в одну из двух разделившихся клеток. В конце концов эктосомы распределяются между двумя клетками, которые и дают начало половым. В данном случае окончательно обособление гоноцитов от соматических клеток происходит уже на 5-м делении дробления.

### Лошадиная аскарида
Образование первичных половых клеток у лошадиной аскариды и других видов рода Ascaris отличается от такового у других круглых червей. Деления соматических клеток с самого начала развития отличаются от делений, одним из продуктов которых являются предшественники половых клеток. А именно, при делениях соматических клеток происходят отторжение в цитоплазму и последующая деградация части хроматина — так называемая диминуция хроматина. Лишь в тех клеточных делениях, которые ведут к образованию гоноцитов, диминуции хроматина не происходит. Диминуция хроматина свойственная также мезозоям, некоторым насекомым, веслоногим ракообразным. Иногда к диминуции хроматина относят также процессы, происходящие при созревании макронуклеусов инфузорий.

### Амфибии
- У бесхвостых амфибий ещё в самом начале периода роста ооцита на вегетативном полюсе также обнаруживаются РНК-содержащие структуры, которые следует отнести к половой цитоплазме. После оплодотворения яйцеклетки эти структуры сначала распределяются поровну между делящимися клетками, а затем концентрируются в гоноцитах, окончательно обособление которых происходит на стадии бластулы, когда зародыш уже насчитывает несколько сотен клеток. Гоноциты затем смещаются по направлению к будущим гонадам, которые ещё не сформировались.
- У хвостатых амфибий обособление гоноцитов происходит значительно позже. Этот процесс идет не автономно, а под влиянием других, соседних эмбриональных тканей. Гоноциты хвостатых амфибий возникают из среднего зародышевого листка (мезодермы) под воздействием внутреннего листка (энтодермы). Это воздействие осуществляется на стадии бластулы, само же обособление гоноцитов происходит на стадии гаструлы или даже нейрулы, то есть в период закладки других зачатков органов.

### Птицы,млекопитающие
- У птиц гоноциты возникают поблизости от заднего конца зародыша, когда последний насчитывает уже несколько тысяч клеток. Затем гоноциты перемещаются вперед, в область так называемого головного серпа., находясь все время в  внезародышевой области, то есть вне тела самого зародыша. Позже, когда возникает внезародышевая система кровообращения, гоноциты с током крови по кровеносным сосудам увлекаются внутрь тела зародыша, а затем активно проползают в зачатки половых желез.
- У млекопитающих гоноциты первоначально скапливаются в энтодерме желточного мешка, а затем мигрируют через мезенхиму в зачатки гонад.

## Миграция гоноцитов
Во всех случаях, в том числе и у позвоночных, зачатки гонад возникают значительно позже, чем ППК (первичные половые клетки). Как ППК высших животных, так и резервные клетки типа интерстициальных (I-клетки кишечнополостных) способны к самостоятельным передвижениям, иногда (шпорцевая лягушка) по ориентированным волокнам внеклеточного матрикса (фибронектин). Но значительную часть пути они проделывают пассивно: I-клетки – с током воды в гастральной полости, а ППК куриного зародыша (и других амниот) – с током крови по эмбриональным кровеносным сосудам. Оказавшись поблизости от места возникновения зачатка гонады, ППК начинают двигаться активно, проползая через стенки сосудов и зачатка половой железы. К этому этапу движения их привлекают химические вещества типа мукополисахаридов, выделяемые зачатками гонад – хемотаксис.